# Йохан Вилхелм фон Саксония-Гота-Алтенбург
Йохан Вилхелм фон Саксония-Гота-Алтенбург (на немски: Johann Wilhelm von Sachsen-Gotha-Altenburg; * 4 октомври 1677, Гота; † 15 август 1707, Тулон убит) е принц от Саксония-Гота-Алтенбург и императорски генерал от рода на Ернестински Ветини. Като Йохан Вилхелм VIII е херцог на Саксония-Гота-Алтенбург.

## Живот
Той е вторият син на херцог Фридрих I (1646 – 1691) и първата му съпруга Магдалена Сибила (1648 – 1681), дъщеря на херцог Август фон Саксония-Вайсенфелс.
Йохан Вилхелм е много близък с по-големия си брат Фридрих II (1676 – 1732), херцог на Саксония-Гота-Алтенбург. През 1693 г. той влиза в имперската войска. През 1695 г. отива в Нидерландия и става генерал-адютант на крал Уилям III. След две години император Леополд I го номинира на генерал-вахтмайстер и се бие против Франция и против турците в Унгария. През 1701 г. отива в Полша и служи при Карл XII, който след една година го изпраща в Швеция. По пътя за там претърпява корабокрушение и стига до брега на паднало дърво от кораба.
През 1705 г. Йохан Вилхелм е отново в австрийската войска. Той получава главното командване над готайския контингент на имперската войска и е повишен на генерал-фелдмаршал. Във войната за Испанското наследство той участва при принц Евгений Савойски в битката при Торино (7 септември 1706). При обсадата на Тулон (от 14 юли 1707 до 22 август 1707) той е улучен от топ в лявото око и умира на 15 август 1707 г. Трупът му е пренесен в Гота и е погребан в княжеската гробница на дворец Фриденщайн.